# Gymnocarpium obtusifolium
Gymnocarpium obtusifolium là một loài dương xỉ trong họ Cystopteridaceae. Loài này được O.Schwarz mô tả khoa học đầu tiên năm 1949.
Danh pháp khoa học của loài này chưa được làm sáng tỏ. 